# Estados Unidos en los Juegos Olímpicos de Melbourne 1956
Estados Unidos estuvo representado en los Juegos Olímpicos de Melbourne 1956 por un total de 305 deportistas, 251 hombres y 46 mujeres, que compitieron en 19 deportes.
El portador de la bandera en la ceremonia de apertura fue el esgrimidor Norman Armitage.

## Medallistas
El equipo olímpico estadounidense obtuvo las siguientes medallas:
| Nombre | Deporte           | Competición                |
| --- | ----------------- | -------------------------- |
| Oro |                   |                            |
| Greg Bell | Atletismo         | Salto de longitud M        |
| Charles Dumas | Atletismo         | Salto de altura M          |
| Bob Richards | Atletismo         | Salto con pértiga M        |
| Parry O'Brien | Atletismo         | Peso M                     |
| Al Oerter | Atletismo         | Disco M                    |
| Hal Connolly | Atletismo         | Martillo M                 |
| Milt Campbell | Atletismo         | Decatlón M                 |
| Bobby Morrow | Atletismo         | 100 m M                    |
| Bobby Morrow | Atletismo         | 200 m M                    |
| Charles Jenkins | Atletismo         | 400 m M                    |
| Tom Courtney | Atletismo         | 800 m M                    |
| Lee Calhoun | Atletismo         | 110 m vallas M             |
| Glenn Davis | Atletismo         | 400 m vallas M             |
| Chris Brasher | Atletismo         | 3000 m obstáculos M        |
| Thane Baker Leamon King Bobby Morrow Ira Murchison                                                                                | Atletismo         | 4 × 100 m M                |
| Tom Courtney Charles Jenkins Lou Jones Jesse Mashburn                                                                             | Atletismo         | 4 × 400 m M                |
| Equipo | Baloncesto        | Torneo M                   |
| James Boyd | Boxeo             | 81 kg M                    |
| Pete Rademacher | Boxeo             | +81 kg M                   |
| Charles Vinci | Halterofilia      | 56 kg M                    |
| Isaac Berger | Halterofilia      | 60 kg M                    |
| Tommy Kono | Halterofilia      | 82,5 kg M                  |
| Paul Anderson | Halterofilia      | +90 kg M                   |
| Shelley Mann | Natación          | 100 m mariposa F           |
| William Yorzyk | Natación          | 200 m mariposa M           |
| James Fifer Duvall Hecht | Remo              | Dos sin timonel (M2-) M    |
| Arthur Ayrault Conrad Findlay Kurt Seiffert                                                                                       | Remo              | Dos con timonel (M2+) M    |
| Thomas Charlton David Wight John Cooke Donald Beer Caldwell Esselstyn Charles Grimes Richard Wailes Robert Morey William Becklean | Remo              | Ocho con timonel (M8+) M   |
| Pat McCormick | Saltos            | Trampolín 3 m F            |
| Pat McCormick | Saltos            | Plataforma 10 m F          |
| Bob Clotworthy | Saltos            | Trampolín 3 m M            |
| Herbert Williams Lawrence Low | Vela              | Star M                     |
| Plata |                   |                            |
| Willye White | Atletismo         | Salto de longitud F        |
| John Bennett | Atletismo         | Salto de longitud M        |
| Bob Gutowski | Atletismo         | Salto con pértiga M        |
| Bill Nieder | Atletismo         | Peso M                     |
| Fortune Gordien | Atletismo         | Disco M                    |
| Rafer Johnson | Atletismo         | Decatlón M                 |
| Thane Baker | Atletismo         | 100 m M                    |
| Andy Stanfield | Atletismo         | 200 m M                    |
| Jack Davis | Atletismo         | 110 m vallas M             |
| Eddie Southern | Atletismo         | 400 m vallas M             |
| José Torres | Boxeo             | 71 kg M                    |
| Pete George | Halterofilia      | 75 kg M                    |
| Dave Sheppard | Halterofilia      | 90 kg M                    |
| Daniel Hodge | Lucha libre       | 79 kg M                    |
| Carin Cone | Natación          | 100 m espalda F            |
| Nancy Ramey | Natación          | 100 m mariposa F           |
| Sylvia Ruuska Shelley Mann Nancy Simons Joan Rosazza                                                                              | Natación          | 4 × 100 m libre F          |
| Dick Hanley George Breen Bill Woolsey Ford Konno                                                                                  | Natación          | 4 × 200 m libre M          |
| William Andre Jack Daniels George Lambert                                                                                         | Pentatlón moderno | Equipo M                   |
| Bernard Costello James Gardiner                                                                                                   | Remo              | Doble scull (M2x) M        |
| John Welchli John McKinlay Arthur McKinlay James McIntosh                                                                         | Remo              | Cuatro sin timonel (M4-) M |
| Jeanne Stunyo | Saltos            | Trampolín 3 m F            |
| Juno Stover-Irwin | Saltos            | Plataforma 10 m F          |
| Donald Harper | Saltos            | Trampolín 3 m M            |
| Gary Tobian | Saltos            | Plataforma 10 m M          |
| Bronce |                   |                            |
| Isabelle Daniels Mae Faggs Margaret Matthews Wilma Rudolph                                                                        | Atletismo         | 4 × 100 m F                |
| Thane Baker | Atletismo         | 200 m M                    |
| Joel Shankle | Atletismo         | 110 m vallas M             |
| Joshua Culbreath | Atletismo         | 400 m vallas M             |
| Desmond Koch | Atletismo         | Disco M                    |
| Jim George | Halterofilia      | 82,5 kg M                  |
| Peter Blair | Lucha libre       | 87 kg M                    |
| Sylvia Ruuska | Natación          | 400 m libre F              |
| Mary Sears | Natación          | 100 m mariposa F           |
| George Breen | Natación          | 400 m libre M              |
| George Breen | Natación          | 1500 m libre M             |
| Frank McKinney | Natación          | 100 m espalda M            |
| John Kelly | Remo              | Scull ind. (M1x) M         |
| Paula Jean Myers | Saltos            | Trampolín 3 m F            |
| Richard Connor | Saltos            | Trampolín 3 m M            |
| Offutt Pinion | Tiro              | Pistola 50 m M             |
| John Marvin | Vela              | Finn M                     |